# Aude Clavier
Aude Clavier (Marsella, 10 de enero de 1999) es una deportista francesa que compite en atletismo, especialista en las carreras de fondo. Ganó una medalla de bronce en el Campeonato Europeo de Atletismo en Ruta de 2025, en la prueba de 10 km por equipo.

## Palmarés internacional
| Campeonato Europeo en Ruta | Campeonato Europeo en Ruta | Campeonato Europeo en Ruta | Campeonato Europeo en Ruta |
| Año                        | Lugar                      | Medalla                    | Prueba                     |
| -------------------------- | -------------------------- | -------------------------- | -------------------------- |
| 2025                       | Bruselas/Lovaina (Bélgica) | Medalla de bronce          | 10 km por equipo           |